# 北野田駅
北野田駅（きたのだえき）は、大阪府堺市東区北野田にある、南海電気鉄道高野線の駅。駅番号はNK63。

## 歴史
明治時代以前の北野田周辺は一面の田園地帯で、高野鉄道が1898年（明治31年）に大小路駅（現・堺東駅） - 狭山駅間を開業させた当時は、北野田駅は設けられなかった。大正時代になって北野田駅が開業。以後この地域はヨーロッパ式の高級住宅街として開発が進む。

### 年表
- 1914年（大正3年）8月7日：高野登山鉄道の萩原天神駅 - 狭山駅間に新設。
- 1915年（大正4年）4月30日：社名変更により大阪高野鉄道の駅となる。
- 1922年（大正11年）9月6日：会社合併により南海鉄道の駅となる。
- 年月日不明：島式2面4線になる。改札口はホームの北端西側にあり、ホームとは構内踏切で結ばれていた。
- 1944年（昭和19年）6月1日：会社合併により近畿日本鉄道の駅となる。
- 1947年（昭和22年）6月1日：路線譲渡により南海電気鉄道の駅となる。
- 1970年（昭和45年）5月16日：橋上駅化。
- 2005年（平成17年）
  - 2月21日：西口ペデストリアンデッキ供用開始。
  - 9月21日：難波側改札口・ホームへのエレベータ使用開始。
- 2012年（平成24年）4月1日：駅ナンバリングが導入され、使用を開始[1][2]。
- 2025年（令和7年）3月15日：発車標がすべてLCDタイプに、自動放送はAIタイプに更新された。

## 駅構造

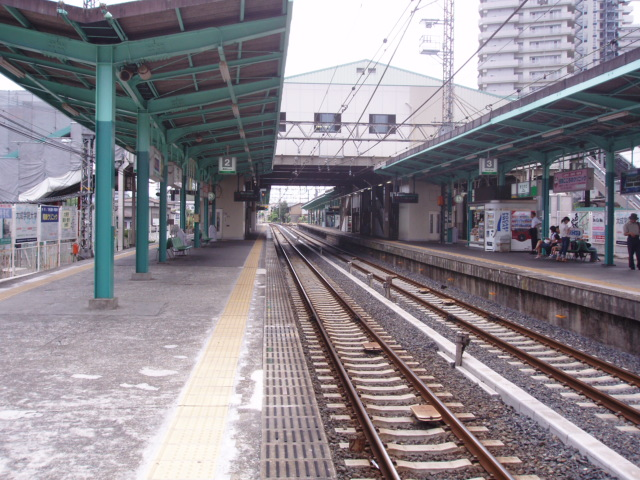
駅ホーム

待避可能な島式2面4線のホームを持つ橋上駅である。
待合室が上下各ホーム上に1箇所ずつ、売店が上りホーム（なんば方面、3・4番ホーム）上にある。2005年9月中旬頃から上りホーム、10月には下りホーム（高野山方面）の列車案内装置がフルカラーLEDタイプに交換され稼動している。
改札口は2か所、出口は西口、東口の2か所ある。西口は再開発ビル「アミナス北野田」とペデストリアンデッキで結ばれ、地上とのエレベータが設置されている。東口はライフ北野田店があるビルに直結している。2005年9月に新設された難波側の改札口には車椅子でも通れる自動改札・上下ホームへのエレベータ・車椅子での利用が可能な多機能トイレが設置されバリアフリー対応が図られている。在来改札からはそれまで通り階段でしかホームへのアクセスができない。
当駅は、駅長が配置され、初芝駅から金剛駅までの各駅を管轄している。
2006年1月17日には改修前に券売機や駅長室があった場所にコンビニエンスストア「アンスリー北野田店」が開店した。

### のりば
| のりば | 路線   | 方向 | 行先       |
| ------ | ------ | ---- | ---------- |
| 1・2   | 高野線 | 下り | 高野山方面 |
| 3・4   | 高野線 | 上り | なんば方面 |

内側2・3番線が本線、外側1・4番線が待避線となっている。なんば側に下り線から上り線への渡り線があり、4番線から当駅折り返し列車が発着する（3番線での折り返しも可能）。ただし急行主体のダイヤに変わった2000年12月からは、折り返しのための渡り線は平日朝の1本にしか使われていない（その後2005年10月から、2000年以前の急行・区間急行併用ダイヤに戻ったが、各駅停車は金剛・河内長野まで運転されている）。
1番線・4番線からの列車出発時には、出発時機合図（≒発車ベル）が鳴動する。
終日一部列車を除き当駅で緩急接続が行われている（なお2013年10月26日から2015年12月4日までのダイヤでは朝ラッシュ時に、翌12月5日から2017年8月25日までのダイヤでは日中に金剛駅で行っていた。）。
折り返し列車が4番線に進入する際、停車位置を越えてオーバーランした場合は上り列車と正面衝突する危険性があるため、4番線の極楽橋側には安全側線が設置されていたが、2018年3月頃に撤去された。

## 利用状況
2023年（令和5年）度の1日平均乗降人員は30,247人で、南海の駅（100駅）では難波駅・新今宮駅・天下茶屋駅・堺東駅・三国ヶ丘駅・堺駅・関西空港駅に次いで8位である。
1995年に桃山学院大学が和泉キャンパスに移転されたことや都心回帰などで2002年まで利用者は年々減少しており、その後駅西側の再開発事業や初芝立命館高等学校の北野田キャンパスの移転によって一時増加傾向にあった。2016年度には金剛駅を上回っている。
各年度・年次の1日平均利用状況は下表の通り。
| 年度/年次          | 年度別   | 年度別 | 年度別 | 年次別   | 年次別   | 年次別   | 出典       | 出典          |
| 年度/年次          | 乗降人員 | 増減率 | 順位   | 乗車人員 | 降車人員 | 乗降人員 | 南海       | 大阪府        |
| ------------------ | -------- | ------ | ------ | -------- | -------- | -------- | ---------- | ------------- |
| 1990年（平成02年） |          |        |        | 22,257   | 21,592   | 43,849   |            | [ 大阪府 1 ]  |
| 1991年（平成03年） |          |        |        | 22,802   | 22,033   | 44,835   |            | [ 大阪府 2 ]  |
| 1992年（平成04年） |          |        |        | 22,573   | 21,786   | 44,359   |            | [ 大阪府 3 ]  |
| 1993年（平成05年） |          |        |        | 22,601   | 21,772   | 44,373   |            | [ 大阪府 4 ]  |
| 1994年（平成06年） |          |        |        | 22,208   | 21,368   | 43,576   |            | [ 大阪府 5 ]  |
| 1995年（平成07年） |          |        |        | 20,028   | 19,432   | 39,460   |            | [ 大阪府 6 ]  |
| 1996年（平成08年） |          |        |        | 19,589   | 19,045   | 38,634   |            | [ 大阪府 7 ]  |
| 1997年（平成09年） |          |        |        | 18,739   | 18,301   | 37,040   |            | [ 大阪府 8 ]  |
| 1998年（平成10年） |          |        |        | 18,780   | 18,339   | 37,119   |            | [ 大阪府 9 ]  |
| 1999年（平成11年） |          |        |        | 17,969   | 17,517   | 35,486   |            | [ 大阪府 10 ] |
| 2000年（平成12年） |          |        |        | 17,438   | 17,001   | 34,439   |            | [ 大阪府 11 ] |
| 2001年（平成13年） |          |        |        | 16,880   | 16,503   | 33,383   |            | [ 大阪府 12 ] |
| 2002年（平成14年） |          |        |        | 16,096   | 15,855   | 31,951   |            | [ 大阪府 13 ] |
| 2003年（平成15年） |          |        |        | 16,115   | 16,205   | 32,320   |            | [ 大阪府 14 ] |
| 2004年（平成16年） |          |        |        | 16,122   | 16,203   | 32,325   |            | [ 大阪府 15 ] |
| 2005年（平成17年） |          |        |        | 16,362   | 16,347   | 32,709   |            | [ 大阪府 16 ] |
| 2006年（平成18年） |          |        |        | 16,572   | 16,478   | 33,050   |            | [ 大阪府 17 ] |
| 2007年（平成19年） |          |        |        | 17,089   | 16,852   | 33,941   |            | [ 大阪府 18 ] |
| 2008年（平成20年） |          |        |        | 17,087   | 16,858   | 33,945   |            | [ 大阪府 19 ] |
| 2009年（平成21年） |          |        |        | 16,805   | 16,533   | 33,338   |            | [ 大阪府 20 ] |
| 2010年（平成22年） |          |        |        | 16,874   | 16,640   | 33,514   |            | [ 大阪府 21 ] |
| 2011年（平成23年） |          |        |        | 17,350   | 17,133   | 34,483   |            | [ 大阪府 22 ] |
| 2012年（平成24年） |          |        |        | 17,537   | 17,332   | 34,869   |            | [ 大阪府 23 ] |
| 2013年（平成25年） | 35,488   | 1.8%   | 7位    | 17,828   | 17,661   | 35,489   | [ 南海 1 ] | [ 大阪府 24 ] |
| 2014年（平成26年） | 34,543   | -2.7%  | 8位    | 17,288   | 17,254   | 34,542   | [ 南海 1 ] | [ 大阪府 25 ] |
| 2015年（平成27年） | 34,668   | 0.4%   | 8位    | 17,415   | 17,285   | 34,700   | [ 南海 1 ] | [ 大阪府 26 ] |
| 2016年（平成28年） | 34,345   | -0.9%  | 7位    | 17,251   | 17,094   | 34,345   | [ 南海 2 ] | [ 大阪府 27 ] |
| 2017年（平成29年） | 34,365   | 0.1%   | 8位    | 17,245   | 17,121   | 34,366   | [ 南海 3 ] | [ 大阪府 28 ] |
| 2018年（平成30年） | 33,989   | -1.1%  | 8位    | 16,937   | 17,053   | 33,990   | [ 南海 4 ] | [ 大阪府 29 ] |
| 2019年（令和元年） | 33,628   | -1.1%  | 8位    | 16,741   | 16,918   | 33,659   | [ 南海 5 ] | [ 大阪府 30 ] |
| 2020年（令和02年） | 27,003   | -19.7% | 7位    | 13,440   | 13,563   | 27,003   | [ 南海 6 ] | [ 大阪府 31 ] |
| 2021年（令和03年） | 27,369   | 1.4%   | 7位    | 13,635   | 13,734   | 27,369   | [ 南海 7 ] | [ 大阪府 32 ] |
| 2022年（令和04年） | 29,087   | 6.3％  | 7位    | 14,483   | 14,605   | 29,088   | [ 南海 8 ] | [ 大阪府 33 ] |
| 2023年（令和05年） | 30,247   | 4.0％  | 8位    |          |          |          | [ 南海 9 ] |               |

## 駅周辺

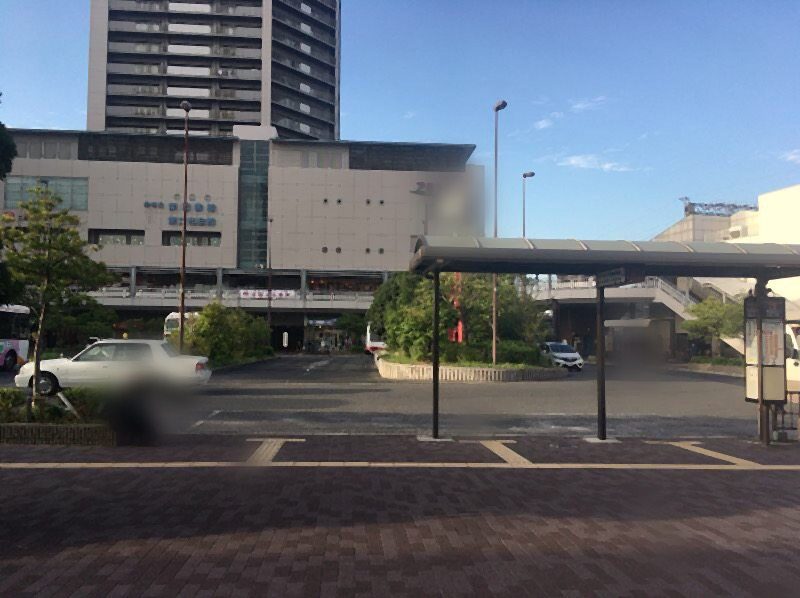
北野田駅前の様子

周辺はスーパーや商店街などがある商業地域と住宅地が混在している。駅西側は再開発事業が進められ、2005年2月に図書館などの公共施設や商業施設の入ったビル「アミナス北野田」が完成。駅西南には3棟の高層マンションが建てられた。引き続き2007年4月に市立東文化ホールや商業施設と高層マンションが入った「ベルヒル北野田」が完成し、駅前再開発計画が完了した。
駅から西方に緩やかな坂を上り、「ファウンテン（噴水）通り」という商店街を抜けると、1930（昭和5）年に関西土地が開発した大美野田園都市が広がる。噴水のあるラウンドアバウトからは放射状に8本の道路が伸びている。東京の田園調布や洗足田園都市と同時期に開発された日本の田園都市の原型で、豪邸や瀟洒な洋館が立ち並ぶ関西有数のお屋敷街である。
駅東側は和泉街道、下高野街道沿いに趣のある古い街並みが残されており駅の東西で全く異なる風景を形成している。
国道310号沿いにかつてあった桃山学院大学の敷地には京都市の学校法人立命館と提携している大阪初芝学園が運営する小学校と中学校と高等学校が建っている。

### 公共機関・商業施設
- アミナス北野田
  - 堺市立東文化会館
  - 堺市立東図書館
  - 三菱UFJ銀行 大美野支店（所在地の住所は東区北野田）
- ベルヒル北野田
  - 堺市立東文化会館文化ホール｢北野田フェスティバル｣
  - サンプラザ 北野田店
  - ザ・ダイソー
  - カーブス
  - 成協信用組合 北野田支店
  - アズヘアー
- ライフ 北野田店
- ダイエー 北野田店
- 万代 北野田店
- 池田泉州銀行　北野田支店（旧泉州店舗）
- 関西みらい銀行　大美野支店

### 教育関係
- 堺市立登美丘東小学校
- 堺市立登美丘西小学校
- 堺市立登美丘南小学校
- 堺市立野田小学校
- 堺市立登美丘中学校
- 堺市立野田中学校
- 大阪府立登美丘高等学校
- 大阪初芝学園・北野田キャンパス（初芝立命館中学校・高等学校、はつしば学園小学校）

### その他
- 堺登美丘郵便局
- 大美野噴水 - 駅より西方。8本の道路が集まるラウンドアバウトの中央にある。
- 野田城跡 - 駅東南方。南北朝時代に野田荘の地頭をしていた野田正勝が築いた城の跡。
- 大慧會教団本部
- 西除川

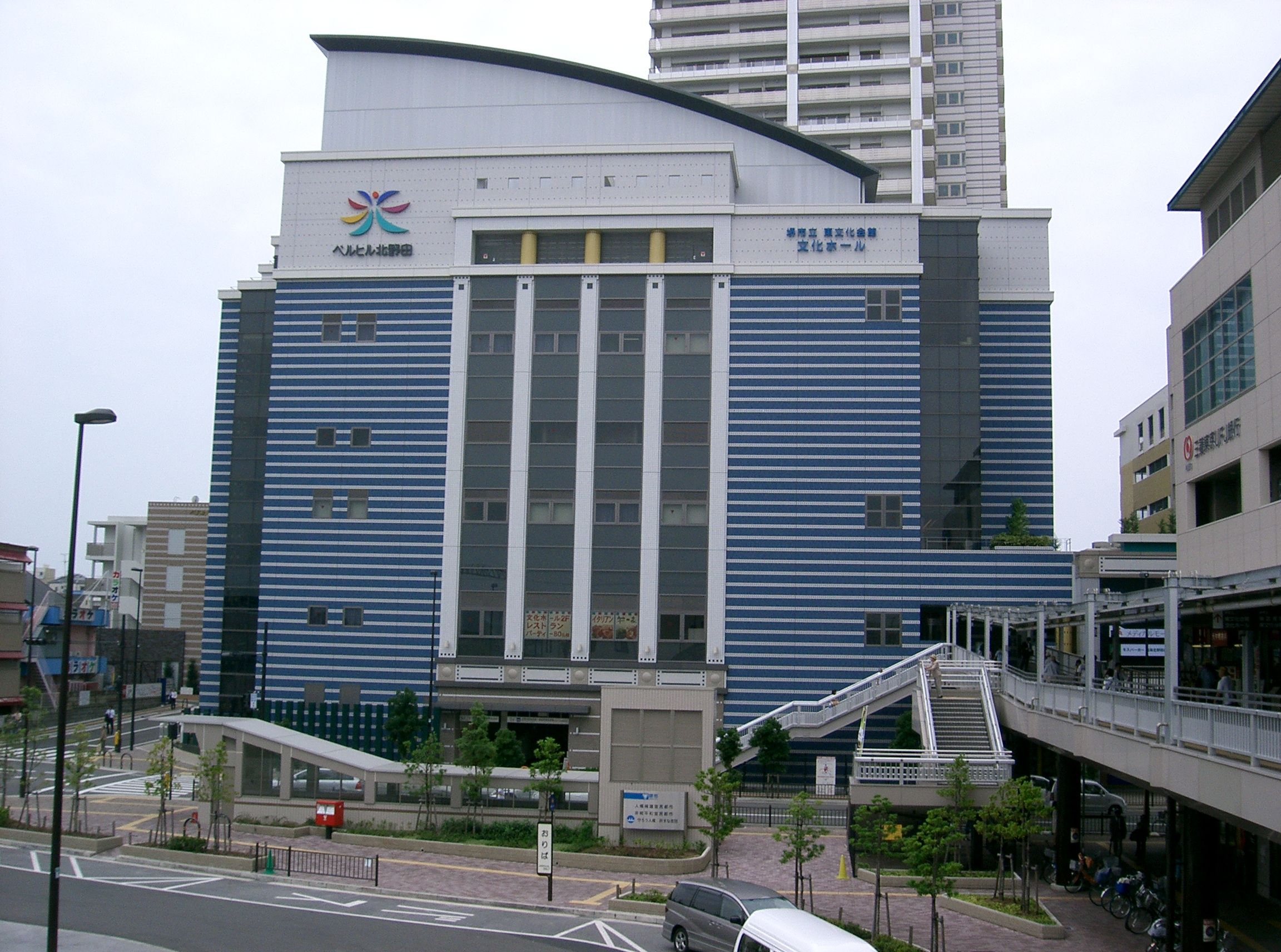
ベルヒル北野田
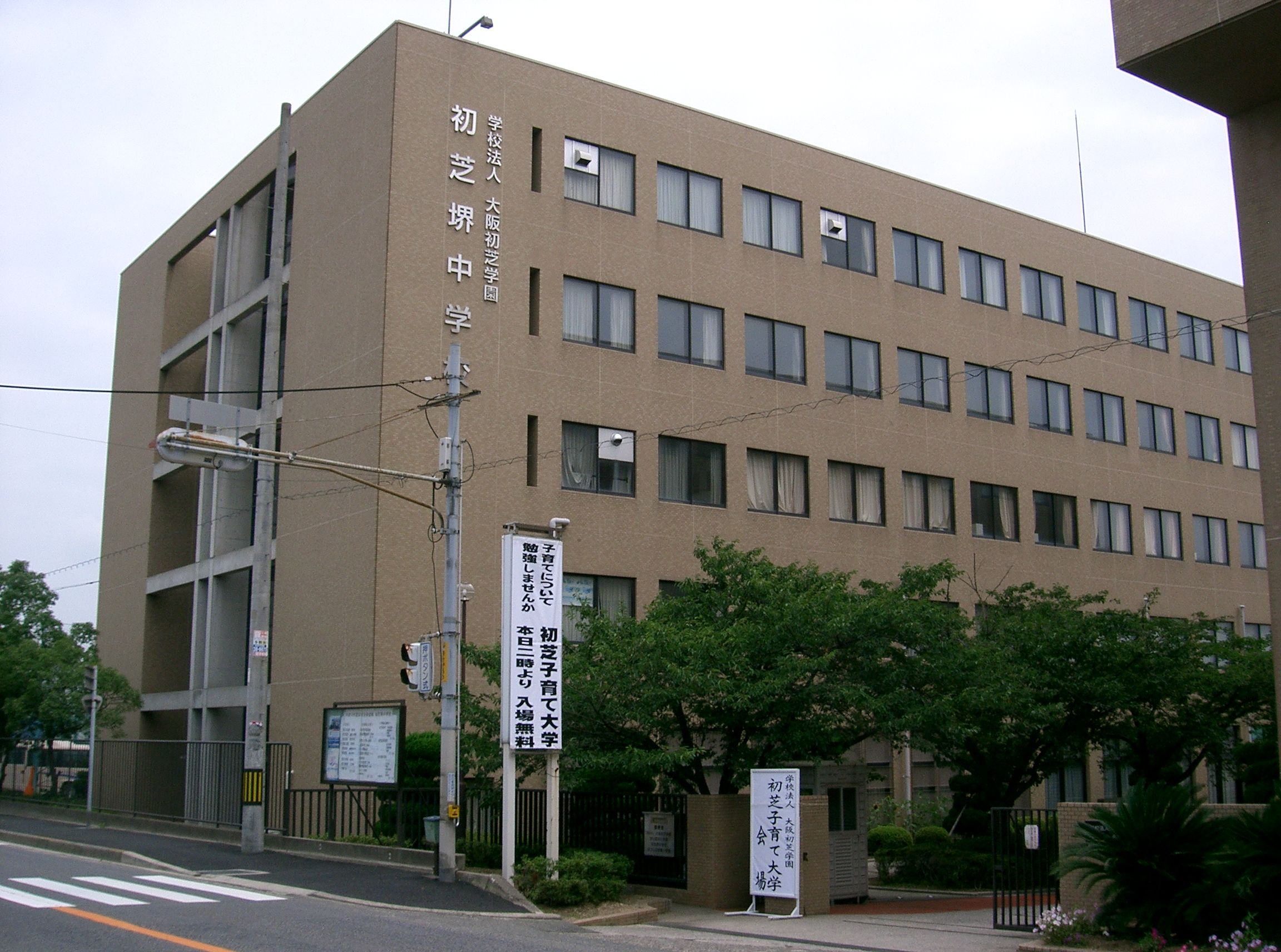
初芝立命館中学校
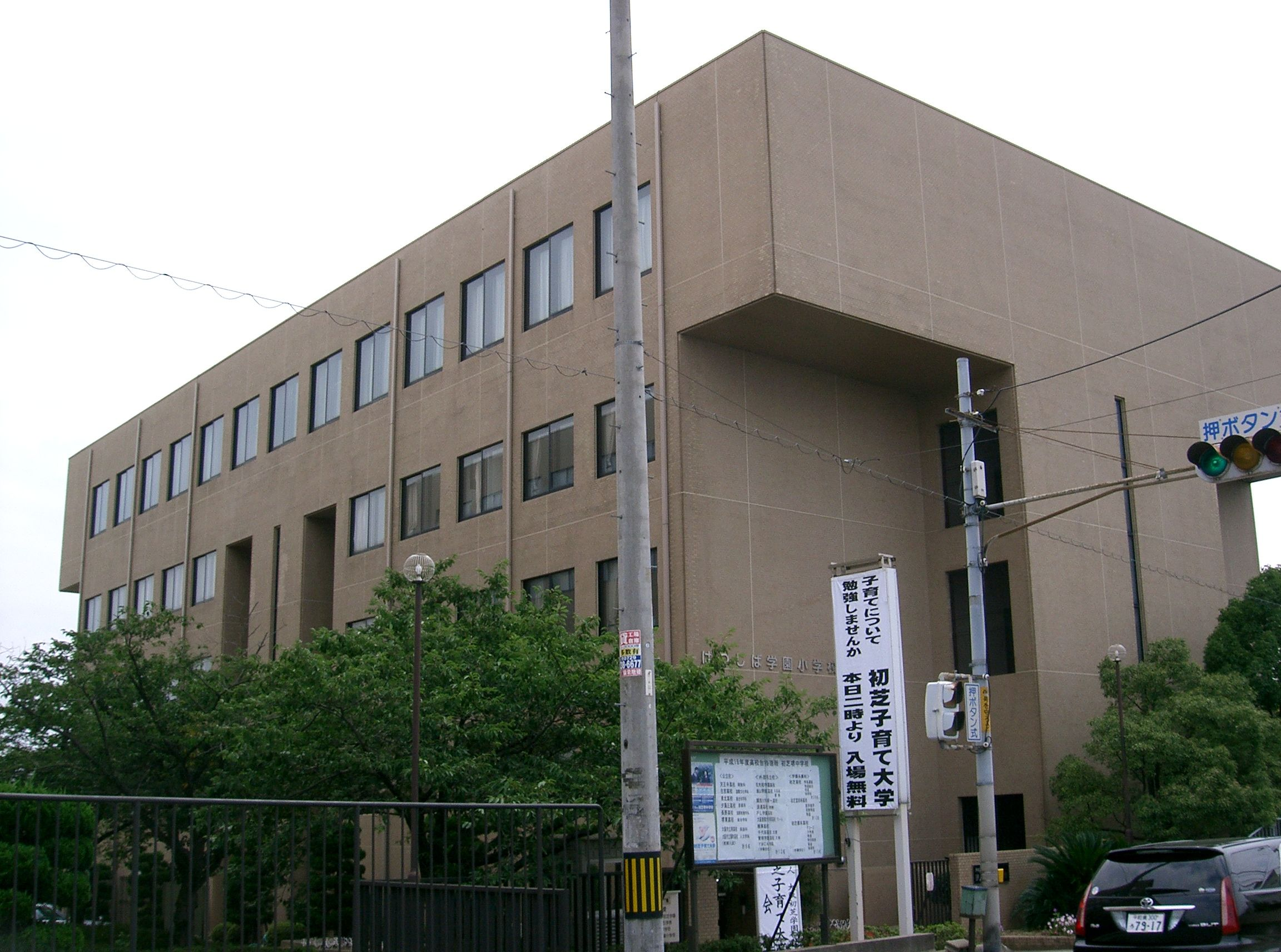
はつしば学園小学校

## バス路線
駅西口にバスターミナルおよびタクシー乗り場があり、南海バスと近鉄バスが発着。停留所名は「北野田駅前」。
近時は堺市美原区への路線が拡充されている。これらの他に、堺市乗合タクシーや大阪狭山市循環バスといった自治体運行のデマンド交通・コミュニティバスも発着している。

### 南海バス
かつては折り返しにターンテーブルを使用していたが、仮バスターミナル供用開始に伴い2005年3月でターンテーブルの使用は廃止された。
全系統、東山営業所の担当。
| のりば | 路線名           | 系統・行先                | 備考                                             |
| ------ | ---------------- | ------------------------- | ------------------------------------------------ |
| 1      | 北野田線         | 131系統：堺駅南口         | 西小学校前経由                                   |
| 1      | 北野田線         | 131C系統：中もず駅前      | 西小学校前経由、本数わずか                       |
| 1      | 北野田線         | 132系統：堺駅南口         | 福町経由                                         |
| 2      | 北野田・鳳線     | 170系統：鳳駅前           | 本数わずか                                       |
| 2      | 北野田・鳳線     | 171系統：東山車庫前       | 基本的に夜間の運行                               |
| 2      | 北野田・鳳線     | 172系統：深井駅           |                                                  |
| 3      | 野遠北野田線     | 145系統：地下鉄新金岡駅前 | 本数わずか                                       |
| 3      | 北野田・多治井線 | 39系統：多治井・大保方面  | 近鉄バス北野田線と共同運行（38番は近鉄バスのみ） |

### 近鉄バス

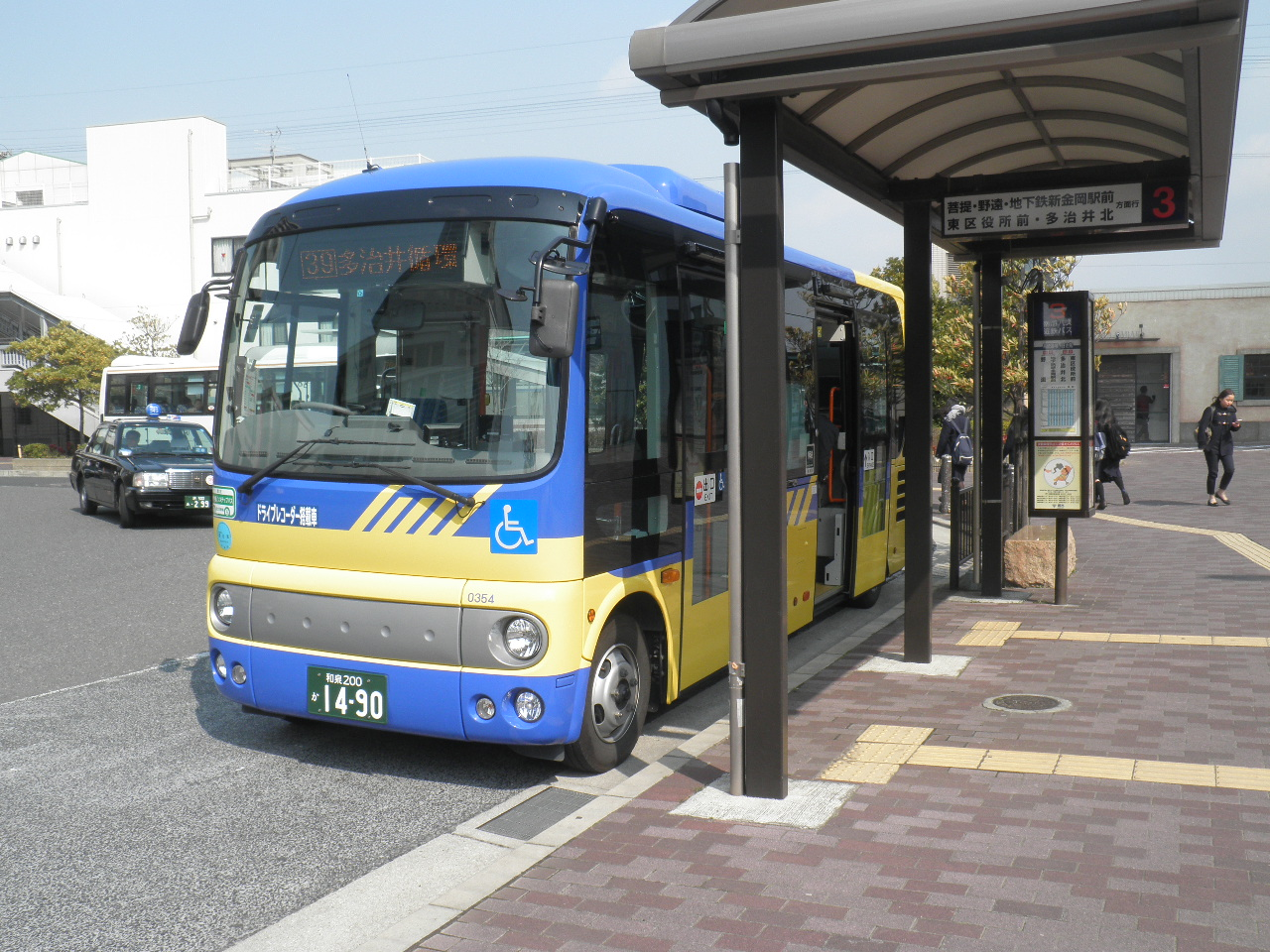
南海の駅前としては唯一近鉄バスが乗り入れる

松原営業所担当。
| のりば | 路線名   | 系統・行先             | 備考                                                               |
| ------ | -------- | ---------------------- | ------------------------------------------------------------------ |
| 3      | 北野田線 | 38番：大保             | 南海バス北野田・多治井線と共同運行扱い（近鉄バス運行の最終便のみ） |
| 3      | 北野田線 | 39番：多治井・大保方面 | 南海バス北野田・多治井線と共同運行                                 |
| 4      | 北野田線 | 43番：富田林駅前       | 平尾西経由、本数わずか                                             |
| 4      | 北野田線 | 44番：富田林駅前       |                                                                    |
| 4      | 北野田線 | 47番：さつき野東       |                                                                    |
| 4      | 北野田線 | 48番：さつき野東       | 美原区役所前経由、平日のみ運行、本数わずか                         |

## 隣の駅
南海電気鉄道
 高野線
■快速急行・■急行
堺東駅 (NK56) - 北野田駅 (NK63) - 金剛駅 (NK66)
■区間急行（当駅から河内長野方面の各駅に停車）
堺東駅 (NK56) - 北野田駅 (NK63) - 狭山駅 (NK64)
■準急・■各停
萩原天神駅 (NK62) - 北野田駅 (NK63) - 狭山駅 (NK64)

### 記事本文

### 利用状況
1. ↑  ハンドブック南海 - 南海電鉄
2. ↑  大阪府統計年鑑 - 大阪府

#### 大阪府統計年鑑
1. ↑  大阪府統計年鑑（平成3年） (PDF)
2. ↑  大阪府統計年鑑（平成4年） (PDF)
3. ↑  大阪府統計年鑑（平成5年） (PDF)
4. ↑  大阪府統計年鑑（平成6年） (PDF)
5. ↑  大阪府統計年鑑（平成7年） (PDF)
6. ↑  大阪府統計年鑑（平成8年） (PDF)
7. ↑  大阪府統計年鑑（平成9年） (PDF)
8. ↑  大阪府統計年鑑（平成10年） (PDF)
9. ↑  大阪府統計年鑑（平成11年） (PDF)
10. ↑  大阪府統計年鑑（平成12年） (PDF)
11. ↑  大阪府統計年鑑（平成13年） (PDF)
12. ↑  大阪府統計年鑑（平成14年） (PDF)
13. ↑  大阪府統計年鑑（平成15年） (PDF)
14. ↑  大阪府統計年鑑（平成16年） (PDF)
15. ↑  大阪府統計年鑑（平成17年） (PDF)
16. ↑  大阪府統計年鑑（平成18年） (PDF)
17. ↑  大阪府統計年鑑（平成19年） (PDF)
18. ↑  大阪府統計年鑑（平成20年） (PDF)
19. ↑  大阪府統計年鑑（平成21年） (PDF)
20. ↑  大阪府統計年鑑（平成22年） (PDF)
21. ↑  大阪府統計年鑑（平成23年） (PDF)
22. ↑  大阪府統計年鑑（平成24年） (PDF)
23. ↑  大阪府統計年鑑（平成25年） (PDF)
24. ↑  大阪府統計年鑑（平成26年） (PDF)
25. ↑  大阪府統計年鑑（平成27年） (PDF)
26. ↑  大阪府統計年鑑（平成28年） (PDF)
27. ↑  大阪府統計年鑑（平成29年） (PDF)
28. ↑  大阪府統計年鑑（平成30年） (PDF)
29. ↑  大阪府統計年鑑（令和元年） (PDF)
30. ↑  大阪府統計年鑑（令和2年） (PDF)
31. ↑  大阪府統計年鑑（令和3年） (PDF)
32. ↑  大阪府統計年鑑（令和4年） (PDF)
33. ↑  大阪府統計年鑑（令和5年） (PDF)

#### ハンドブック南海
1. 1 2 3  ハンドブック南海2016 鉄道事業 (PDF)
2. ↑  ハンドブック南海2017 (PDF)
3. ↑  ハンドブック南海2018 (PDF)
4. ↑  ハンドブック南海2019 (PDF)
5. ↑  ハンドブック南海2020 (PDF)
6. ↑  ハンドブック南海2021 (PDF)
7. ↑  ハンドブック南海2022 (PDF)
8. ↑  ハンドブック南海2023 (PDF)
9. ↑  ハンドブック南海2024 (PDF)